# 粟田家 (侯爵家)
粟田家（あわたけ）は、東久邇宮稔彦王の第3王子で臣籍降下した粟田彰常が創設した華族の侯爵家。

## 歴史
東久邇宮稔彦王の第3王子である彰常は、昭和15年（1940年）10月に請願に依り臣籍降下して粟田の家名を賜り、10月25日に華族の侯爵に列せられた。粟田の家号は彰常の祖父久邇宮朝彦親王が還俗前に門主を務めていた青蓮院の所在地である洛東粟田口に因む。彰常は陸軍大尉まで昇進した陸軍将校だった。戦後は上野動物園で動物の飼育・訓練にあたっていた。
彰常の夫人は畠中四郎右衛門の次女久江で、息子に常一（昭和28年6月25生）と彰彦（昭和30年12月3日生）がある。

## 系図
系図は『平成新修旧華族家系大成 上巻』に準拠。
| 粟田彰常 |      |      |      |      |      |  |  |      |      |      |      |      |      |  |  |  |  |
|          |      |      |      |      |      |  |  |      |      |      |      |      |      |  |  |  |  |
|          |      |      |      |      |      |  |  |      |      |      |      |      |      |  |  |  |  |
| 常一     | 常一 | 常一 | 常一 | 常一 | 常一 |  |  | 彰彦 | 彰彦 | 彰彦 | 彰彦 | 彰彦 | 彰彦 |  |  |  |  |

### 系譜注
1. ↑  東久邇宮稔彦王の第3王子。